# دانشگاه دریک
دانشگاه دریک (به انگلیسی: Drake University) یک دانشگاه خصوصی، مختلط می‌باشد که در «دس‌موئنس» ایالت «آیووا» قرار دارد. دانشگاه دارای رشته‌های مختلف در مقاطع تحصیلی لیسانس و فوق لیسانس و همچنین برنامه‌های آموزشی حرفه‌ای در رشته‌های حقوق و داروسازی می‌باشد. 
در حال حاضر دانشگاه به عنوان ۲۵امین قدیمیترین دانشگاه حقوق در کشور آمریکا شناخته می‌شود.
در سال ۲۰۰۵ اجازه احداث ساختمانهای جدید به مجموعه دانشگاه صادر گردید که شامل: خوابگاه دانشجویان جدید، ساختمان علوم، ساختمان هنرهای ظریفه، مرکز آموزشهای مختلف، می‌باشد.